# Newburyport
Newburyport – miasto w Stanach Zjednoczonych, w stanie Massachusetts, w hrabstwie Essex, nad Atlantykiem, położone nad rzeką Merrimack.